# Cerocephalidae

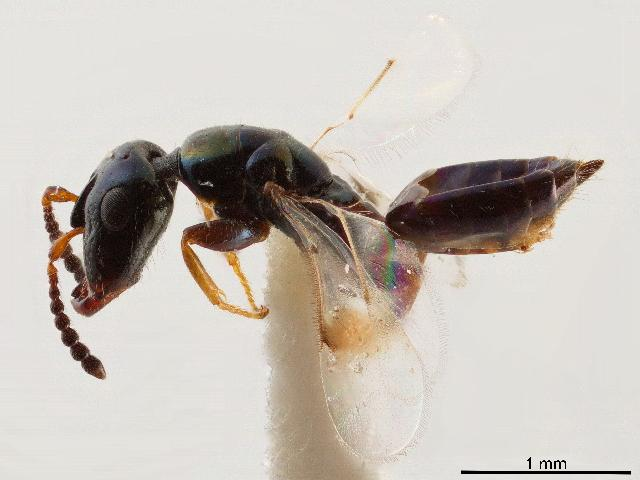
Acerocephala atroviolacea ♀

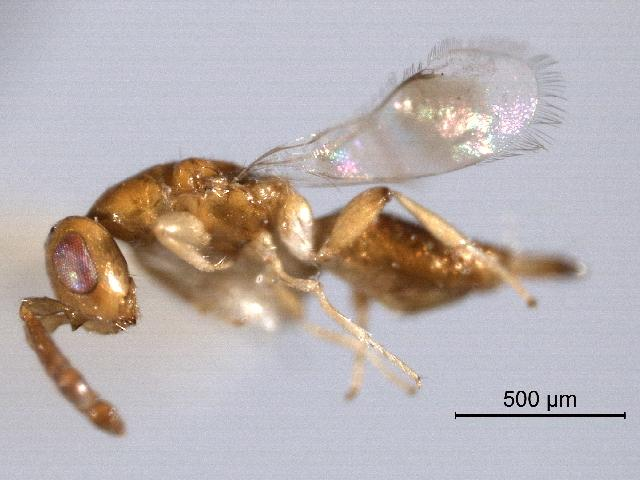
Neocalosoter scolytivora ♀

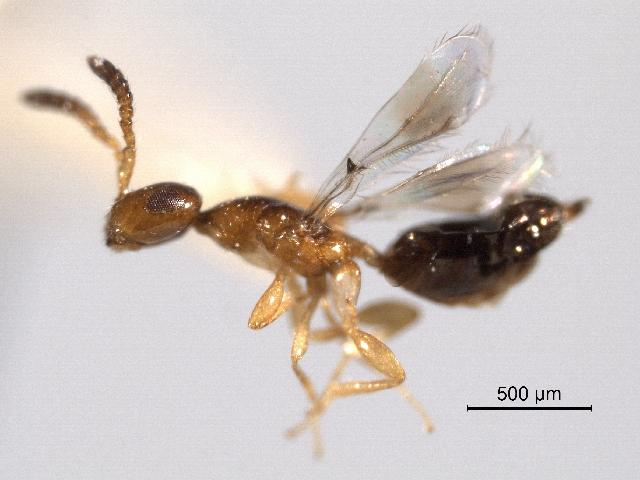
Theocolax elegans ♀

Die Cerocephalidae bilden eine Hautflüglerfamilie innerhalb der Überfamilie der Erzwespen (Chalcidoidea).
Das Taxon geht auf den US-amerikanischen Entomologen Arthur Burton Gahan zurück, der im Jahr 1946 die Unterfamilie Cerocephalinae innerhalb der Pteromalidae einführte. Die Typusgattung ist Cerocephala Westwood, 1832. Burks et al. (2022) führten aufgrund molekularbiologischer und morphologischer Studien eine Aufspaltung und Umgliederung der Pteromalidae durch. Im Rahmen dieser Revision wurde die Unterfamilie in den Rang einer Familie erhoben.

## Merkmale
Burks et al. (2022) beschreiben die Familie Cerocephalidae anhand folgender morphologischer Eigenschaften. Die Fühler besitzen maximal 10 Geißelglieder und maximal 3 Keulenglieder (Clavomere). Eine intertorulare Prominenz ist vorhanden. Die Augen sind nicht ventral divergierend. Der Clypeus ist ohne einer quer gerichteten subapikalen Rille. Das flexible Labrum wird vom Clypeus verdeckt. Die Mandibeln weisen 2 oder mehr Zähne auf. Die subforaminale Brücke mit einer postgenalen Brücke befindet sich dorsal zum Hypostoma. Das Mesoscutellum mit Frenum, zumindest seitlich angedeutet, wenngleich dies sehr subtil sein kann. Der mesopleurale Bereich ist ohne erweitertem Acropleuron. Das Mesepimeron reicht über den Vorderrand des Metapleurons. Alle Beine weisen 5 Tarsenglieder auf. Der protibiale Sporn ist kräftig und gebogen. Der basitarsale Kamm ist längs gerichtet. Das Metasoma ist mit Syntergum und daher ohne Epipygium (Subgenitalplatte).

## Lebensweise
Die meisten Vertreter der Cerocephalidae sind Parasitoide holzbohrender Käfer. Zu diesen zählen u. a. Bohrkäfer, Borkenkäfer, Rotdeckenkäfer und Rüsselkäfer.

## Innere Systematik
Nach Burks et al. (2022) zählen zu den Cerocephalidae folgende Gattungen (3 Gattungen sind fossil):
- Acerocephala Gahan, 1946
- Cerocephala Westwood, 1832
- Choetospilisca Hedqvist, 1969
- Dominocephala† Krogmann, 2013
- Gahanisca Hedqvist, 1969
- Gnathophorisca Hedqvist, 1969
- Laesthiola Bouček, 1993
- Muesebeckisia Hedqvist, 1969
- Neocalosoter Girault & Dodd, 1915
- Neosciatheras Masi, 1917
- Paracerocephala Hedqvist, 1969
- Paralaesthia Cameron, 1884
- Pteropilosa† Bläser, Krogmann & Peters, 2015
- Sciatherellus Masi, 1917
- Tenuicornis† Bläser, Krogmann & Peters, 2015
- Theocolax Westwood, 1832